# 411vm 40
411vm 40 je štirideseta številka 411 video revije in je izšla maja 2000.
Snemanje reklame za REAL je parodija na profesonalen pristop k snemanju, ki ni značilen za rolkarske reklame. Velik del parodije je tudi uporaba kaskaderja, da izvede trik za tistega, ki mu je reklama posvečena. »Kaskader«, ki je zamenjal Mark Gonzalesa je Nate Jones.
Chris Cole je v članku Wheels of fortune star 16 let in je imel drugačen slog rolkanja in oblačenja, kot ga je imel dve leti kasneje v filmu In Bloom, za kar so mnogi krivili vpliv Zero ekipe.

## Vsebina številke in glasbena podlaga
Glasbena podlaga je navedena v oklepajih.
- Openers Tony Hawk, Rodney Mullen, Mike Crum, Diego Bucchieri, Enrique Lorenzo, Mathias Ringstorm
- Chaos (Common - The 6th Sense)
- Profiles Kenny Anderson (Gerry Mulligan - Open Country, Curtis Mayfield - Pusherman)
- Wheels of fortune Chris Cole (Common - The Light)
- Main event Shred for Mike, snemanje reklame za REAL (Main Event - To the Sons)
- Rookies Diego Bucchieri (2 Minutos - El mejor recuerdo, DJ Frane - Every Cloud Can Cause Amazement)
- Five Adam McNatt, Enrique Lorenzo (Consumed - Heavy Metal Winner, The Living Legends - Sticky Sundays)
- Contests Beat of the East AM, Utopia PRO Bash, Brazil World Cup (Youth Brigade - Blown Away, The People Under the Stairs - The Next Step Two)
- Road trip Adio v Avstraliji, World Industries v Braziliji, Reef (Nevermore - The Lotus Eaters, Generic - Victims of Society, Styles of Beyond - Hollograms, Fluid Motion - Fluctuations)
- Spot check Union Skatepark, Carlsbad Skatepark (DJ Craze - Don't be Afraid, Ugly Duckling - Get on This)
- World report Združeno kraljestvo, Belgija, Švedska, Brazilija, Argentina (Wizo - Anneliese Schmidt)

Glasba v zaslugah je Hip Hop for Respect - Protective Custody (instrumentalna).